# جرج وان دلمان
 جرج وان دلمان (انگلیسی: Georg von Dollmann؛ ۲۱ اکتبر ۱۸۳۰ – ۳۱ مارس ۱۸۹۵) یک معمار اهل آلمان بود.